# Friedenskirche (Duisburg)

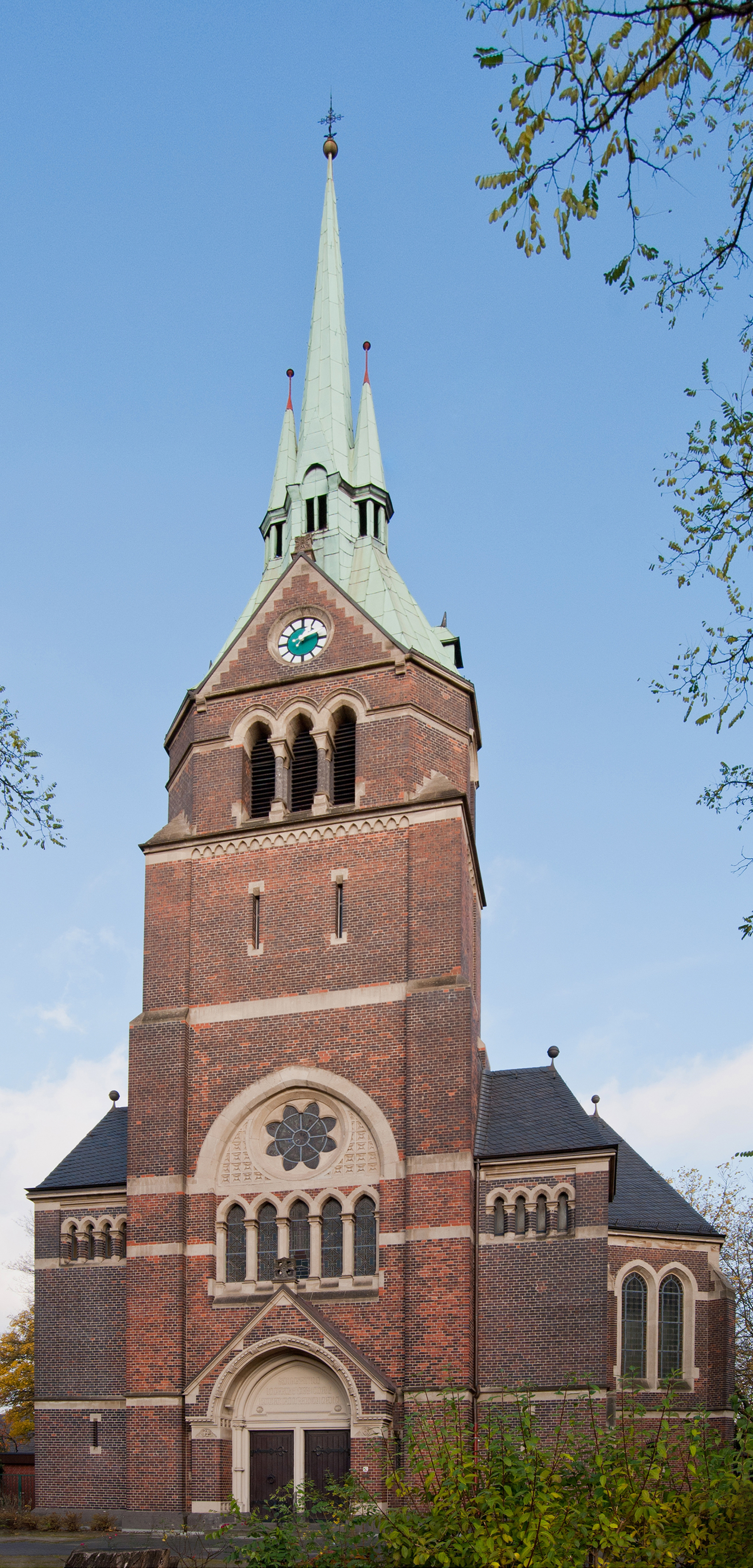
Friedenskirche Hamborn

Die Friedenskirche ist eine evangelische Kirche im Duisburger Stadtbezirk Hamborn. Sie liegt auf dem Gebiet des Stadtteils Obermarxloh, ist aber das Kirchengebäude der Evangelischen Kirchengemeinde Hamborn, die (ebenso wie die Kirchengemeinde Marxloh-Obermarxloh) zum Kirchenkreis Duisburg der Evangelischen Kirche im Rheinland gehört. 

## Geschichte
Ende des 19. Jahrhunderts brachte die Industrialisierung tausende Arbeiter in das damals noch bäuerliche Hamborn. Es entstand 1893 die Evangelische Kirchengemeinde Hamborn. Nach der Nutzung von provisorischen Versammlungsstätten in der Umgebung wurde der Ruf nach einem würdigen Gottesdienstort laut. Die Gemeinde beschloss, eine Kirche zu bauen, wofür sich besonders die Unternehmerfamilie Morian einsetzte. Der Bau wurde überwiegend durch Spenden finanziert und kostete 117.000 Mark.
Am 8. März 1985 wurde die Friedenskirche unter der Nummer 12 in die Denkmalliste der Stadt Duisburg eingetragen.

## Architektur
Der Grundstein der Kirche wurde am 31. Oktober 1895 gelegt. Die Bauzeit betrug weniger als zwei Jahre und wurde am 22. Juli 1897 beendet. Architekt war der Berliner Karl Doflein, der seine Planungen an dem damals modernen, von Johannes Otzen entwickelten Wiesbadener Programm orientierte. Als Baumaterial wählte man Backstein, der günstig vor Ort hergestellt werden konnte. Das Untergeschoss lehnt sich mit kleinen Fenstern und dicken Mauern an den romanischen Stil an, das Obergeschoss mit den großen Bogenfenstern an den gotischen Stil. Der Kirchenraum folgt nicht mittelalterlichen Vorbildern, sondern eher Theater-Architektur und ist dabei ein Zwischending von kreuzförmigem Zentralbau und einer Staffelhalle mit schmalen Seitenschiffen. Die Kirchenbänke bilden unter Verzicht auf einen Mittelgang einen zu Altar, Kanzel und Orgel hin geöffneten Halbkreis, damit alle Kirchenbesucher gleich gute Sicht haben.
Nachdem die alten Glocken 1942 für Rüstungszwecke abgeliefert werden mussten, wurden 1953 drei neue Bronzeglocken in Betrieb genommen. Sie wurden von der Glocken- und Kunstgießerei Rincker gegossen.
| Nr. | Schlagton | Masse  | Durchmesser | Inschrift                                                                                  |
| --- | --------- | ------ | ----------- | ------------------------------------------------------------------------------------------ |
| 1   | f′        | 780 kg | 111 cm      | Seid fröhlich in Hoffnung, geduldig in Trübsal, haltet am Gebet (Römer 12,12 )             |
| 2   | g′        | 550 kg | 099 cm      | Jesus Christus, gestern und heute und derselbe auch in Ewigkeit (Hebr 13,8 )               |
| 3   | a′        | 390 kg | 089 cm      | Ich will den Herren loben allezeit; sein Lob soll immerdar in meinem Munde sein (Ps 34,2 ) |

## Orgel

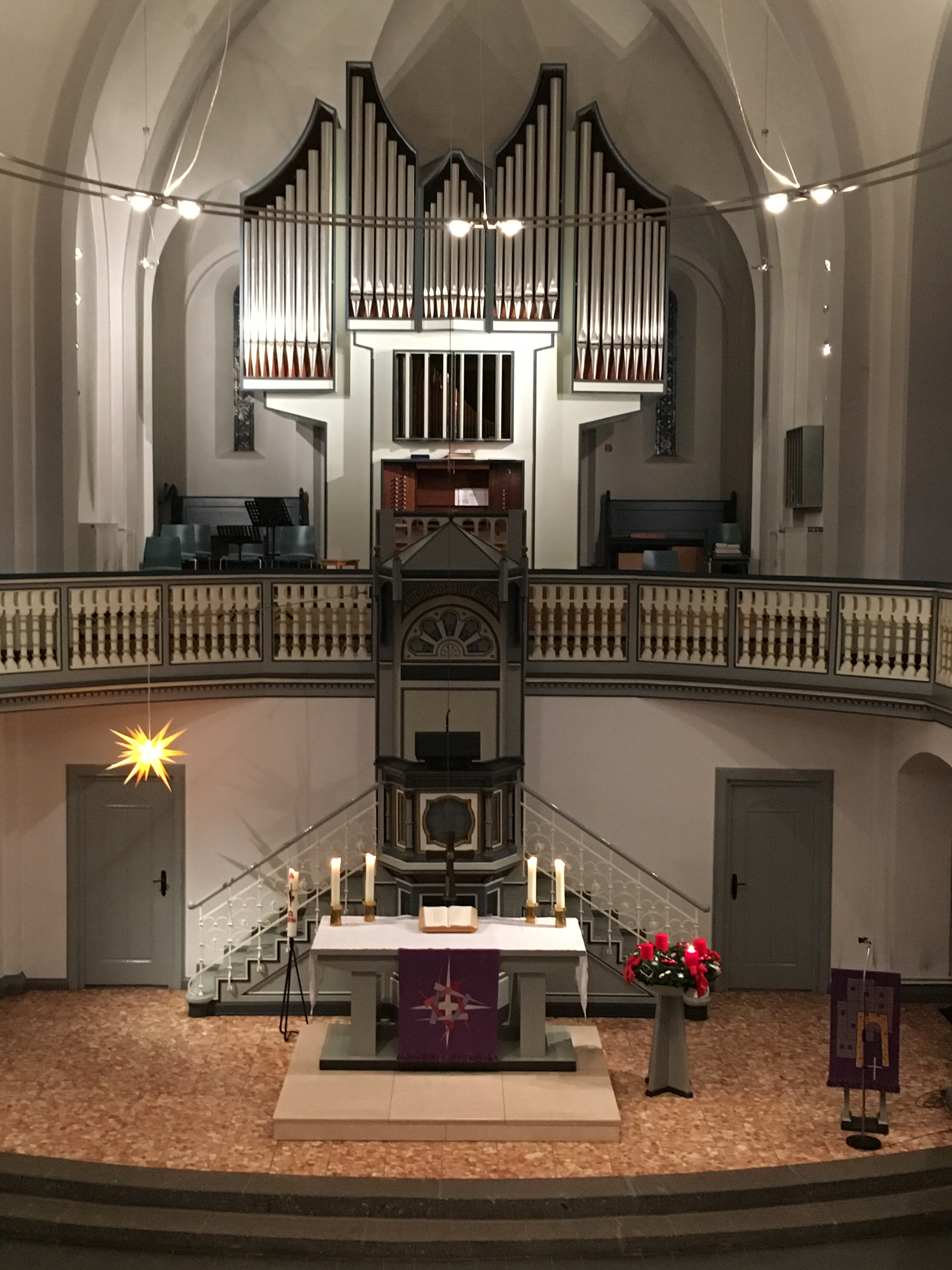
Innenansicht der Friedenskirche

Die Orgel ist ein Neubau der Orgelbauwerkstatt Eule aus dem Jahr 1974 mit zwei Manualen und 22 Registern. Sie hat folgende Disposition:
| Hauptwerk |             |           |
| 1.        | Prinzipal   | 08′       |
| 2.        | Koppelflöte | 08′       |
| 3.        | Oktave      | 04′       |
| 4.        | Spitzflöte  | 04′       |
| 5.        | Nasat       | 02 ⁄3′    |
| 6.        | Flachflöte  | 02′       |
| 7.        | Mixtur      | 04-6-fach |
| 8.        | Trompete    | 08′       |

| Brustwerk |             |         |
| 9.        | Holzgedackt | 08′     |
| 10.       | Prinzipal   | 04′     |
| 11.       | Rohrflöte   | 04′     |
| 12.       | Oktave      | 02′     |
| 13.       | Sifflöte    | 01 ⁄3′  |
| 14.       | Sesquialter | 02-fach |
| 15.       | Scharff     | 04-fach |
| 16.       | Krummhorn   | 08′     |

| Pedal |              |         |
| 17.   | Subbass      | 16′     |
| 18.   | Oktavbass    | 08′     |
| 19.   | Gedacktbass  | 08′     |
| 20.   | Oktave       | 04′     |
| 21.   | Rauschpfeife | 03-fach |
| 22.   | Posaune      | 16′     |

Brustwerk: Schwellbar, Schleifladen, mechanische Trakturen
Spielhilfen: Drei Koppeln, zwei Tremulanten
Kirchenmusikdirektor Udo Witt war von 1991 bis 2002 Organist der Friedenskirche.